# Комбете (Торино)
Комбете је насеље у Италији у округу Торино, региону Пијемонт.
Према процени из 2011. у насељу је живело 26 становника. Насеље се налази на надморској висини од 627 м.